# Clystea ocina
Clystea ocina là một loài bướm đêm thuộc phân họ Arctiinae, họ Erebidae.